# سيدي التيجي
سيدي التيجي هي بلدة مغربية ومركز جماعة سيدي التيجي القروية ومكان انعقاد سوق أربعاء سيدي التيجي الأسبوعيِّ. هذه الجماعة ملحقة إداريا بإقليم آسفي التابع لجهة مراكش آسفي. بلغ عدد سكان الجماعة 16 649 نسمة حسب إحصاء 1435.